# Leonhard von Koschkull
Magnus Erhard Adam Leonhard von Koschkull, auch Leonhard von Koskull, (* 17. Mai 1798 in Königsberg; † 20. Mai 1872 in Potsdam) war ein preußischer Generalleutnant.

## Leben

### Herkunft
Leonhard war Angehöriger des kurländischen Adelsgeschlechts von Koskull. Seine Eltern waren der preußische Leutnant im Infanterieregiment „von Rüchel“ Alexander von Koskull (1773–1805) und dessen Ehefrau Friederike Karoline, geborene von Massenbach (1780–1837).

### Militärkarriere
Koschkull besuchte zunächst ab 15. August 1811 das Kadettenhaus in Berlin. Als Portepee-Fähnrich wurde er am 7. Mai 1815 mit Patent vom 26. April im Grenadier-Regiment Kaiser Alexander der Preußischen Armee angestellt und im August desselben Jahres zum Sekondeleutnant befördert. Mitte November 1824 avancierte er zum Premierleutnant. Koschkull wurde am 11. März 1834 gemeinsam mit seinem Bruder Alexander (1799–1839), preußischer Premierleutnant, und seinem Onkel Ernst von Koskull (1775–1856), preußischer Generalleutnant, als Koschkull in den preußischen Freiherrnstand erhoben. Er stieg zudem im Jahr 1834 zum Kapitän und Kompaniechef auf. 1843 wurde er Major und Kommandeur des II. Bataillons im 20. Landwehrregiment in Berlin. Schon 1844 war er als etatmäßiger Stabsoffizier wieder beim Kaiser-Alexander-Grenadier-Regiment. 1848 wurde Koschkull dem 1. Infanterie-Regiment aggregiert und im selben Jahr noch als Kommandeur des II. Bataillons in das 40. Infanterie-Regiment versetzt. Er avancierte 1851 zum Oberstleutnant und wurde 1852 Kommandeur der 5. Infanterie-Regiments sowie noch im selben Jahr zum Oberst befördert. Schließlich stieg er 1856 zum Generalmajor auf und wurde gleichzeitig Kommandeur der 14. Infanterie-Brigade in Magdeburg. 1857 wechselte er letztmals als Kommandeur zur 2. Infanterie-Brigade nach Königsberg, bevor er 1860 mit dem Charakter als Generalleutnant seinen Abschied erhielt.
Er war Ritter des Roten Adlerordens II. Klasse mit Eichenlaub.

### Familie
Koschkull vermählte sich in erster Ehe 1821 in Flatow mit Emma von Plessen (1799–1831). Eine zweite Ehe mit Juliane Müller (1812–1901) folgte. Aus beiden Ehen sind sechs Kinder hervorgegangen. Die älteste Tochter, Anna von Koskull (1825–1902) war Oberin im Magdalenenstift Plötzensee. Der jüngste Sohn (1844–1866) starb als Sekondeleutnant im 2. Niederschlesischen Infanterie-Regiment Nr. 47 im Deutschen Krieg an der Cholera.